# Traffic Giant
A Traffic Giant az osztrák Jowood 2000-ben megjelent városi tömegközlekedés-szimulátor videójátéka. Grafikája 2-D izometrikus. Támogatása nem volt hosszú és második része sem jelent meg. A játékosoknak jelenleg is van egy erős közösségük. grafikája nagyon részletes, a legrészletesebb a műfajon belül. Létezik hozzá egy nem hivatalos térképszerkesztő, amit nem hivatalosan újonnan kiadtak. Ezzel az aktív játékosok új térképeket hoznak létre még mindig.

## Játékmenet
A játékban az a célunk, hogy egy városban kiépítsük és üzemeltessük a tömegközlekedést. Ehhez autóbuszok, villamosok, elővárosi vonatok, függővasút (Hasonló, mint a Wuppertali függővasút) és maglev áll rendelkezésünkre. Az elszállított utasok után pénzt kapunk, amikből további járműveket vásárolhatunk. Az utasoknak konkrét utazási céljuk van, a lakótelepekről a gyárakba, üzemekbe tartanak. Így nem elég csak elszállítani őket, a járművek útvonalát és megállóit pontosan meg kell határozni. Ehhez egy térkép is segítséget nyújt.

## Nehézség
A játék nehézsége változtatható, így bármilyen korosztály tud vele játszani. A kampány módban a 15 küldetést arany, ezüst és bronz értékeléssel fejezhetjük be. A kampányok célja a megadott mennyiségű utas elszállítása, pénz megkeresése vagy százalékos arányban megadott lefedettség kiépítése határidőn belül. Nehézségnek konkurenciát is állíthatunk be.

## Új kiadás
A játék 2012-ben újra megjelent, az új változat már gond nélkül fut Windows 7 rendszerrel is és további 15 kampányt tartalmaz új épületekkel és célokkal.

## Gépigény
- Microsoft Windows 95/98
- Pentium 233 MMX (vagy 100% IBM kompatibilis)
- 32 MB RAM
- 2 MB Videókártya (800x600 HiColor)
- CD-ROM-meghajtó (négyszeres)
- Egér
- DirectX 7.0

## Hasonló játékok
- Transport Tycoon
- OpenTTD
- Cities in Motion